# LAN Airlines

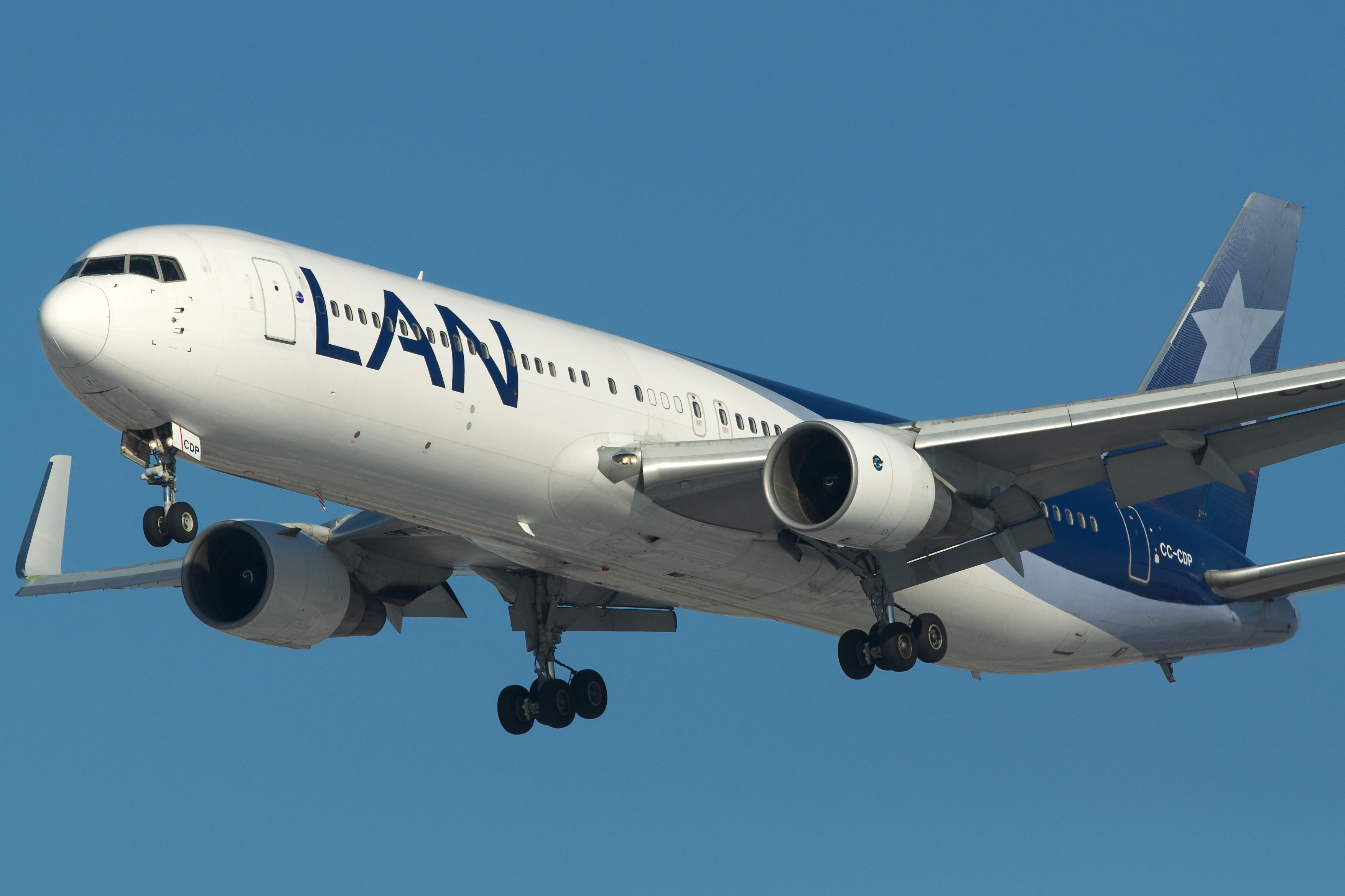
Boeing 767-300ER aterrizando en el Aeropuerto Internacional Toronto Pearson.

LAN Airlines fue una aerolínea chilena que operaba un grupo de líneas aéreas en Chile, Argentina, Perú, Colombia y Ecuador, ofreciendo destinos en América, el Caribe, Oceanía y Europa. Su base de operaciones estaba en el Aeropuerto Internacional Arturo Merino Benítez en Santiago, Chile. A partir del 5 de mayo de 2016 se convirtió en LATAM Airlines tras comprar la aerolínea brasileña TAM Líneas Aéreas, el nombre de la aerolínea cambió gracias a un decreto interno firmado por la Familia Cueto y Sebastián Piñera expresidente de Chile en ese entonces, esto debido a que para TAM Líneas Aéreas no perdiera su fama y no se viera como una falta de respeto. Aunque los códigos indicativos en general de las aeronaves es LAN, algunos Boeing 777 tienen como código indicativo, TAM; en ejemplo para un Boeing 787-8 de LATAM, su indicativo es LAN-XXX: Tres números, y para algunos B777, su indicativo es TAM-XXX: Otros tres números.
Fundada el 5 de marzo de 1929 por el Gobierno de Chile como Línea Aérea Nacional, años después se transforma en LAN Chile. Tras la apertura a diferentes mercados (que derivarían en la creación de sus filiales LAN Perú, LAN Ecuador, LAN Argentina y LAN Colombia), más tarde LAN Chile cambió de nombre y pasó a llamarse LAN Airlines en 2005.
La aerolínea dividió el negocio de pasajeros en tres segmentos principales: operaciones de largo alcance, rutas dentro de Sudamérica, también denominadas operaciones regionales, y vuelos nacionales en Chile, Perú, Argentina, Paraguay, Ecuador y Colombia. En Chile y Perú, fue la empresa con mayor participación en el mercado nacional. LAN Airlines controlaba el 73 % del mercado de vuelos internos en Chile, el 66 % en Perú, el 28 % en Argentina y el 25 % en Colombia. En cuanto al mercado internacional, LAN Airlines tenía una participación del 49 % en Chile, 62,86 % en Perú, 21 % en Ecuador y 28 % en Argentina.
Fue una de las aerolíneas con mayor flujo de pasajeros en América del Sur y se encontraba entre las 40 aerolíneas con mayores ingresos en el mundo.[cita requerida] En 2011, LAN Airlines obtuvo ingresos de USD 5718,2 millones, de los cuales 4008,9 correspondieron al transporte de 22 591 200 pasajeros, y USD 1576,5 millones, a carga equivalente a 875 000 toneladas. Ese año, la empresa tuvo más de USD 320,6 millones de utilidades netas.
El 13 de agosto de 2010, LAN Airlines anunció ante la SVS sus intenciones de comprar la aerolínea brasileña TAM Líneas Aéreas, creando LATAM Airlines Group, el consorcio aerocomercial más grande de Latinoamérica y uno de los mayores a nivel mundial. Posteriormente el 5 de mayo de 2016 (tras casi 6 años del inicio de la compra a TAM Líneas Aéreas) empezó a operar oficial y definitivamente como LATAM Airlines lo que significó el cambio de imagen corporativa y marca que se estima que costó USD 60 millones.

## Historia

### Línea Aeropostal Santiago-Arica

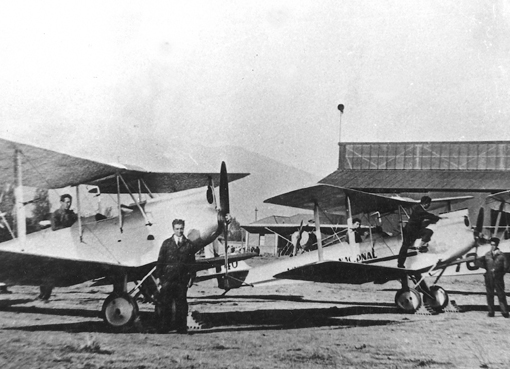
Los primeros aviones Havilland Gipsy Moth, usados por la Línea Aeropostal y luego por la Línea Aérea Nacional.

LAN fue fundada oficialmente el 5 de marzo de 1929 por el Gobierno de Chile, bajo el nombre de Línea Aeropostal Santiago-Arica. Su fundador fue el Comandante Arturo Merino Benítez (de quien toma su nombre el aeropuerto de Santiago), por entonces Jefe de los Servicios Aéreos del Ejército de Chile. Unos días antes, el 26 de febrero de 1929, se habían iniciado los vuelos entre Santiago y Arica para el transporte de correspondencia y periódicos entre ambas ciudades mediante un viaje realizado por el teniente Arturo Meneses a bordo de un avión Moth; desde el 21 de enero del mismo año se habían iniciado los vuelos exploratorios.
Merino Benítez recibió la autorización del entonces Presidente de la República de Chile, Carlos Ibáñez del Campo para crear una empresa de transporte aéreo nacional que sería operada por el Ejército de Chile. La aerolínea estaría destinada a captar, por una parte, las preferencias del público viajero por sobre el transporte camionero, el ferrocarril o el marítimo, y por otra, a preservar los derechos del transporte y uso del espacio aéreo chileno, el que por esos años era solicitado para el uso comercial por algunas compañías aéreas extranjeras.
La aerolínea comenzó sus operaciones utilizando pequeños aviones monomotores Havilland Gipsy Moth, destinados esencialmente al transporte del correo y a algunos osados pasajeros. Para llegar a Arica, los pilotos de estos aviones debían realizar una arriesgada ruta con escalas, desde y hacia Santiago, en las ciudades de Ovalle, Copiapó, Antofagasta e Iquique. Este tipo de viajes eran muy peligrosos, ya que en esa época no se contaba con el apoyo de servicios meteorológicos y de comunicaciones.
La nueva compañía tuvo una rápida aceptación en el público chileno. En su primer año de operaciones, la Línea Aeropostal transportó un total de 762 pasajeros. [cita requerida]
El éxito alcanzado permitió en 1930, dirigirse hacia el sur del país y extender los vuelos hasta Puerto Montt, con escalas en Chillán y Temuco. Ese mismo año, la compañía aumentó su flota de aviones, incorporando el material de vuelo un avión trimotor Ford 5 AT-C con capacidad para 12 pasajeros, los que posibilitaban cubrir gran parte del territorio nacional. En su segundo año de existencia, la empresa había conseguido transportar a más de 5000 pasajeros. [cita requerida]
En febrero de 1931 la compañía recibió una muestra de confianza al transportar, entre la ciudad de Antofagasta y de Santiago, al Príncipe de Gales (futuro rey Eduardo VIII) y a su hermano, el Duque de Kent, quienes visitaban el país en calidad de huéspedes del gobierno chileno.

### Fundación de la Línea Aérea Nacional
El 23 de julio de 1932, el decreto ley 247 fue publicado en el Diario Oficial, en el cual otorgaba personalidad jurídica a una nueva aerolínea, propiedad del Estado de Chile, llamada Línea Aérea Nacional, LAN Chile.
En 1936, la compañía adquiere la fábrica de aviones de la empresa Curtiss Wright Export Company ubicada en el Aeropuerto Los Cerrillos de Santiago, para instalar allí la maestranza de la empresa, donde se mantuvo por años el centro de mantenimiento de aeronaves nacionales y extranjeras.
A comienzos de 1939, la ciudad de Chillán fue asolada por un violento terremoto. LAN estableció un puente aéreo desde Santiago, contribuyendo así en el transporte de la ayuda material y en la evacuación de los numerosos heridos y damnificados.
En 1941, LAN Chile incorpora a su flota los modernos aviones bimotores Lockheed Electra L-10A para reforzar y expandir sus rutas a Concepción y a otras ciudades.
A mediados de 1943 la aerolínea incorpora los aviones Lockheed Lodestar C-60, los que posibilitan la incorporación del servicio de auxiliares de vuelo, siguiendo la tendencia mundial para atender al creciente número de pasajeros. El 15 de septiembre de ese año se incorpora a la empresa Dora Koeppen Maisan, conocida cariñosamente como "Mucki", quién se convierte en la primera auxiliar de vuelo de Chile. El servicio se inaugura el 7 de octubre, con Mucki como tripulante del Lodestar de itinerario que, a mando del comandante Alfonso Cuadrado, realizó la ruta Santiago-Antofagasta. En homenaje a ella, LAN Chile instituyó el 7 de octubre como el Día del tripulante de cabina.
En junio de 1945, se inauguró el servicio regional entre Punta Arenas y Porvenir, extendiéndose posteriormente a Puerto Natales y Springhill, en Tierra del Fuego.

### Abriendo rutas

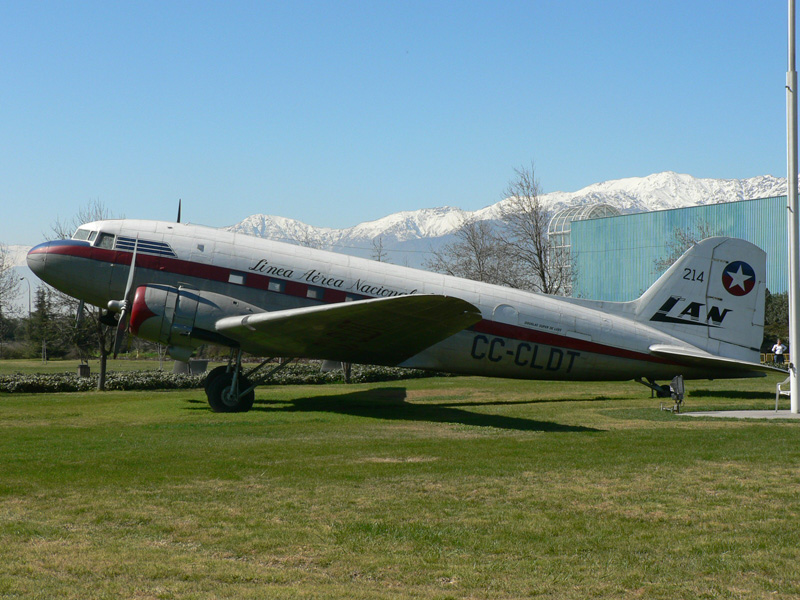
Los aviones Douglas DC-3 permitieron la apertura de LAN Chile a los vuelos internacionales en 1946.

En 1946, LAN Chile recibió los Douglas DC-3 para 21 pasajeros con los cuales, a mediados de ese año, inició sus vuelos internacionales con la inauguración de la ruta Santiago a Buenos Aires, Argentina.
Hacia 1950, continuó la modernización de la flota incorporando aviones bimotores Glenn Martin 202, con capacidad para 36 pasajeros, y los Dove DH 104 de De Havilland, con capacidad para 12 personas. En 1953 incorporó a sus destinos las ciudades de Lima, Perú y La Paz, Bolivia, y a nivel nacional las rutas hacia Palena, Futaleufú, Chile Chico y Cochrane.
En 1955, la compañía incorpora aviones cuatrimotores Douglas DC-6, con capacidad para 54 pasajeros, que le permite ofrecer vuelos directos sin escalas hacia los extremos norte y sur del país, desde Santiago a Arica y Antofagasta por el norte, y Punta Arenas por el sur. Con estos mismos aeroplanos, con el fin de reafirmar la soberanía chilena sobre la Antártica, el 22 de diciembre de 1956, voló hasta el continente helado el DC-6B N.º 401, el cual despegó desde Chabunco, a las 5:36.
Integraban la tripulación los pilotos Jorge Jarpa Reyes y Alberto Bermúdez.

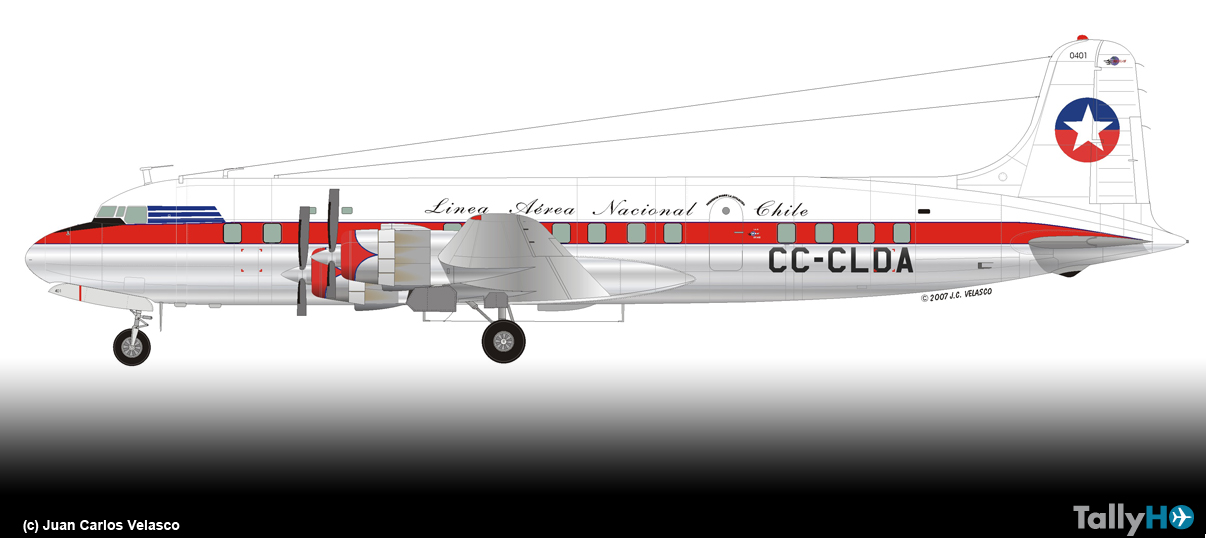
Avión DC-6 ilustrado de LAN con el que se realizó el sobrevuelo a la Antártida en 1956.

El 11 de abril del año 1956 LAN tuvo el honor de ser la primera línea aérea en efectuar un sobrevuelo comercial sobre la Antártida con un Mcdonell douglas DC-6B, lo que es aún recordado en muchos aviones que exhiben la leyenda "Primera sobre la Antártida".
En agosto de 1958, la Línea Aérea Nacional estrenó el primer vuelo de largo alcance, cuando sus aviones llegaron hasta la ciudad de Miami, en los Estados Unidos, tras hacer escalas en Lima y la ciudad de Panamá.
En mayo de 1960 dos violentos terremotos asolaron el sur de Chile, uno de los cuales ha sido catalogado como el más poderoso en la historia de la humanidad. Apenas ocurrido el desastre, LAN se sumó al puente aéreo que llevó ayuda al lugar de la tragedia.

### Consolidación

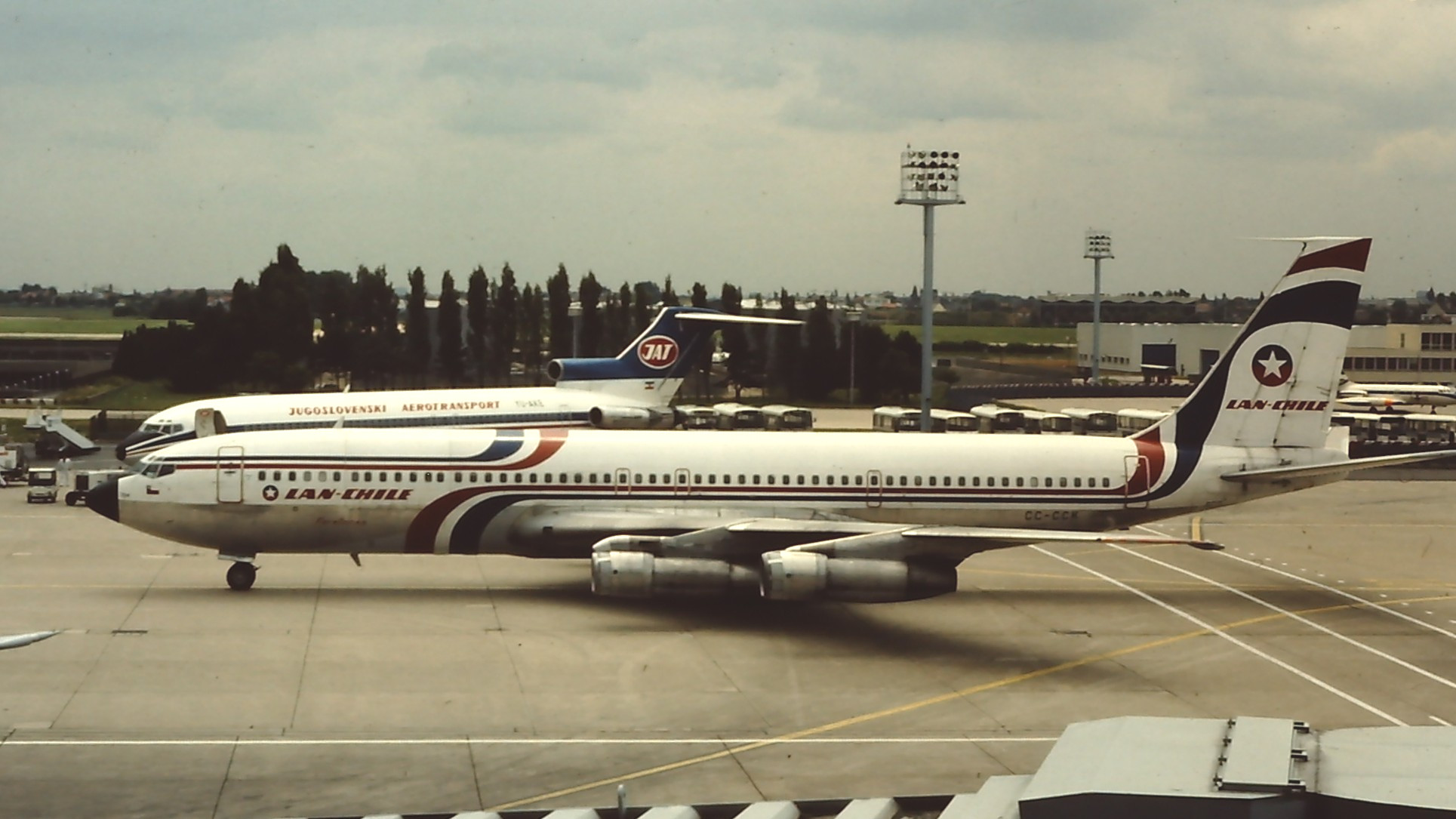
Boeing 707 de LAN Chile en el Aeropuerto de París-Orly en 1981.

En 1964 se adquieren tres birreactores franceses Sud Aviation Caravelle VI-R. Que fueron traídos al país por el comandante Jorge Jarpa Reyes, desde la fábrica en Toulouse, haciendo escala en Lisboa, Dakar, Recife, Río de Janeiro y Buenos Aires, tras 18.50 h de vuelo, el 30 de marzo el Caravelle N.º 501, matrícula CC-CCO arribó al aeropuerto Los Cerrillos. La velocidad alcanzada por las nuevas aeronaves permitió acortar distancias, dándole un significativo impulso al transporte aéreo.
El 3 de abril de 1967 se iniciaron los vuelos regulares hacia Isla de Pascua, marcando un hito en la historia de la aviación chilena al unir el continente sudamericano con dicho territorio insular. La expansión hacia Oceanía continuaría cuando el 2 de enero de 1968, la ruta a Rapa Nui fuera extendida hacia Tahití en la Polinesia Francesa.
En abril de 1967 se recibió el primer tetrarreactor Boeing 707. Por aquellos días una nueva negociación se finiquitó en términos muy favorables para LAN.
Ella tuvo su origen en un pool que durante el gobierno anterior se había firmado, para la operación de la ruta Chile-Estados Unidos, con la Línea Aérea Lufthansa, convenio que no se pudo materializar ante la diferencia de aviones con que ambas operaban, pues mientras la empresa alemana empleaba tetrarreactores, LAN solo contaba con los birreactores Caravelle.
Por otra parte, Lufthansa operaba hasta Nueva York y LAN lo hacía solo hasta Miami. Deseosa Lufthansa de completar su ruta por el Pacífico hasta Santiago, ya que viniendo desde Estados Unidos, solo alcanzaba hasta Lima, pidió a LAN Chile iniciar negociaciones por derecho de tráfico entre Santiago y Lima.
Apreciando la oportunidad que se le presentaba, el vicepresidente ofreció a Lufthansa gestionar de las autoridades aeronáuticas nacionales la obtención de tal permiso, a cambio de que Lufthansa accediera a vender a LAN un Boeing 707. Después de pacientes y arduas negociaciones, la empresa alemana aceptó las condiciones de LAN y convino en venderle un Boeing 707-330B en DM 27.453.410, prácticamente nuevo, incluido el entrenamiento de nueve tripulaciones de once miembros cada una. Aquel era el avión que hacía tiempo anhelaba el personal de LAN y que le permitiría hacer frente en igualdad de condiciones a las líneas aéreas extranjeras, demostrando las bondades de los servicios nacionales.
Poco tiempo después, eran enviados a Fráncfort a realizar el curso teórico y de simulador de vuelo de Boeing 707 varios pilotos, lo que posteriormente permitió cubrir la ruta hasta Nueva York.
En 1968 se incorporan los aviones Boeing 727, trirreactores que permitieron en 1969 abrir las rutas a Río de Janeiro, Asunción y Cali.
En 1970, los aviones Douglas DC-6 que hacían la ruta Pacífico Sur, fueron reemplazados por modernos Boeing 707 que permitieron enlazar Tahití con Europa, haciendo escalas en Santiago y Río de Janeiro antes de llegar a Madrid, París y Fráncfort, el destino final de la ruta.
En los años 70 LAN había hecho 6 pedidos del Boeing 2707, primer avión comercial supersónico de la Boeing, en respuesta a la aparición del Concorde pero debido a la cancelación del programa por parte de la Boeing en 1971, no llegó a ser realizada la adquisición.
El 10 de febrero de 1974, la compañía marcó otro hito en la historia de la aviación civil, al unir en un vuelo sin escalas Sídney en Australia con la austral ciudad chilena de Punta Arenas. La proeza, realizada en un Boeing 707, piloteado por el Comandante Jorge Jarpa Reyes, fue calificada por la prensa internacional como "un gran suceso".

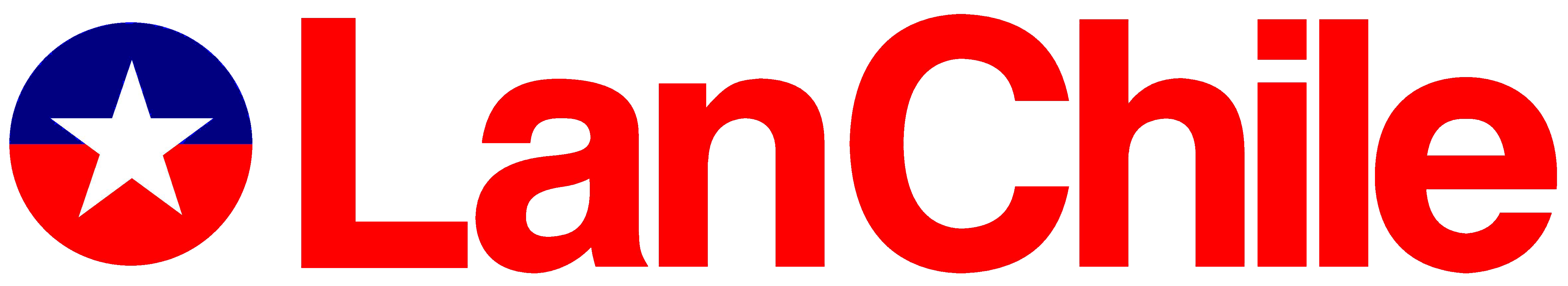
Logotipo de LAN Chile entre 1982 y 1998.

Durante los años 1980, continuó la modernización y ampliación de la flota, incorporándose a la flota los aviones Boeing 737-200 y McDonnell Douglas DC10-30. Estos últimos fueron los primeros aviones de fuselaje ancho con que contó la compañía. En 1986, los antiguos aviones DC10-30, que cubrían la ruta a los Estados Unidos, fueron reemplazados por Boeing 767-200ER. Hasta 1989, LAN era la encargada de llevar al Presidente de la República, para giras dentro o fuera del País, ocasionalmente suele tomar vuelos comerciales de esa aerolínea, si su avión habitual correspondiente a la FACH, se encontraba inoperativo.
En 1987, con motivo de la visita del Papa Juan Pablo II, el gobierno de Chile le encomienda la tarea de transportar al Pontífice en sus desplazamientos por el territorio nacional. En diciembre de 1988, inaugura la ruta a Los Ángeles y arrienda un Boeing 747-100 para hacer frente a la gran demanda de pasajes hacia Estados Unidos que se producía en la alta temporada.
El 25 de enero de 1990, LAN Chile realizó el primer vuelo comercial de un jet hacia la Antártida, a bordo de un BAE-146 al mando del capitán Oscar Bonilla Menchaca, a la sazón Vicepresidente Ejecutivo de Lan-Chile, y el primer oficial Rafael Acchiardo.

### Privatización y expansión

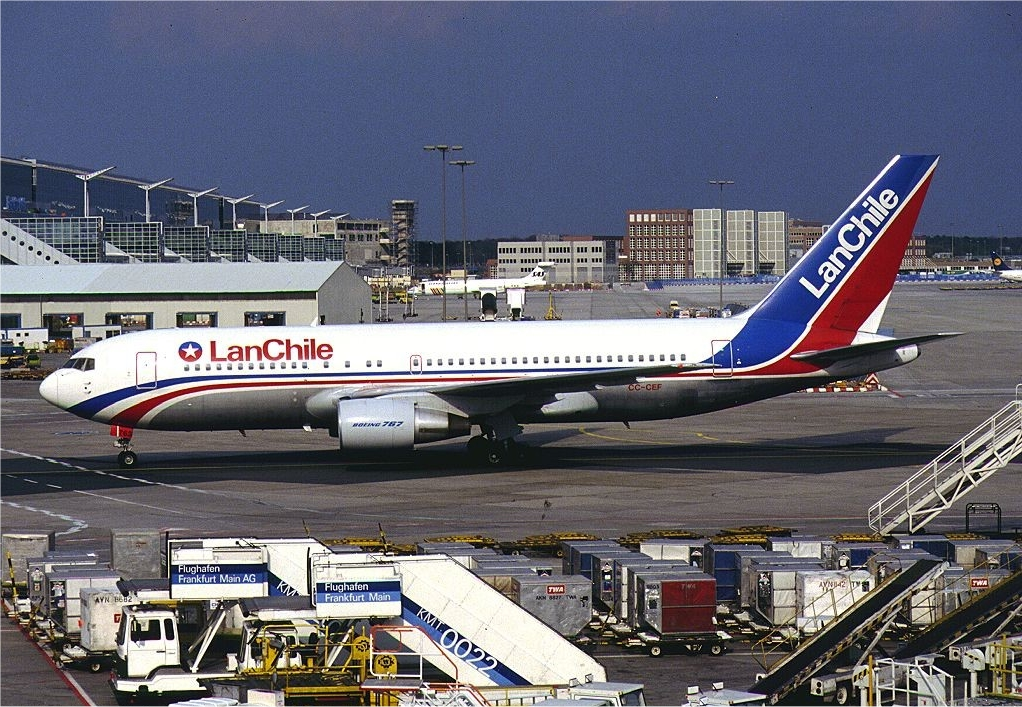
Boeing 767-200 de LAN Chile en el Aeropuerto de Fráncfort del Meno en 1994.

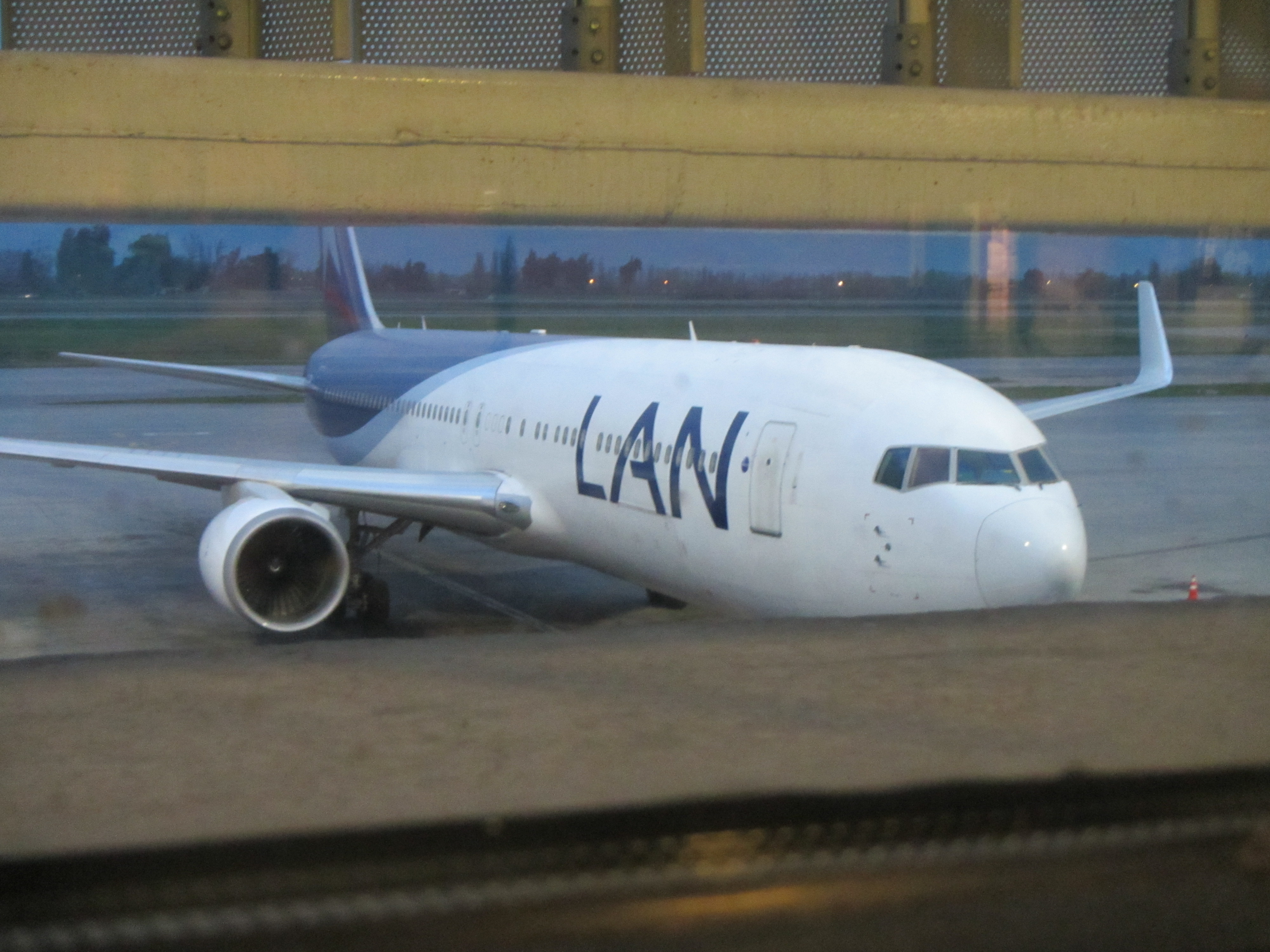
Boeing 767 de LAN Airlines en el Aeropuerto Internacional Arturo Merino Benítez.

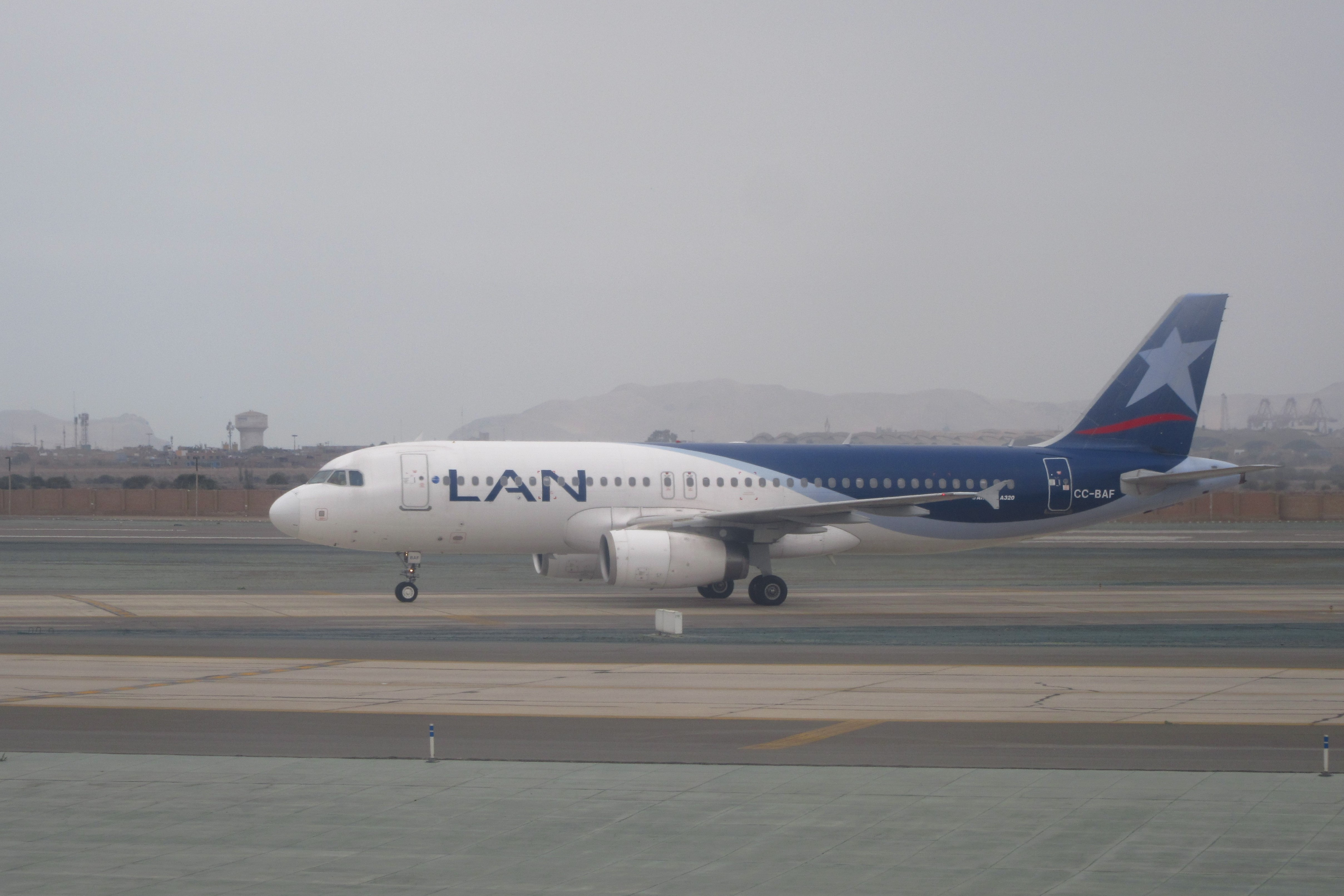
Airbus A320 en el Aeropuerto Internacional Jorge Chávez.

Como parte de las reformas económicas que la Junta Militar, encabezada por el general Augusto Pinochet llevó a cabo durante los años 1980, la junta decidió la privatización de la aerolínea. Para ello, el 30 de diciembre de 1983, la compañía se transforma en una sociedad de responsabilidad limitada, siendo publicada en el Diario Oficial de Chile, un día después.
El 20 de agosto de 1985, la sociedad se transforma en una sociedad anónima, bajo el nombre de Línea Aérea Nacional Chile S.A., la que por expresa disposición de la Ley N.º 18.400, tiene la calidad de continuadora legal de la empresa pública del Estado creada en el año 1929 bajo el nombre de Línea Aérea Nacional de Chile, en lo relativo a las concesiones aeronáuticas y de radio comunicaciones, derechos de tráfico y otras concesiones administrativas. En 1989, el Gobierno chileno privatizó la aerolínea, y dispuso a través de Corfo, la privatización del 51 % del capital accionario de LAN Chile.
En 1990, la compañía enfrenta una grave crisis económica, llegando al punto en que sus aviones Boeing 707 son embargados y algunos vendidos a la FACh y a Fast Air Cargo.
Sin embargo, rápidamente logra recuperarse y empieza un importante proceso de modernización durante la década de los '90. El 31 de mayo de 1994, la junta de accionistas acuerda realizar un aumento de capital de 20 millones de dólares, inyección de dinero destinada a capitalizar a la compañía. Durante ese año se inició el proceso de impulsar las operaciones de la línea aérea, sobre todo en aquellas áreas relacionadas con la reorganización de la compañía, la readecuación de los pasivos financieros y la renegociación de los contratos de leasing de aviones.
En estos tiempos, la compañía renueva la flota mediante la incorporación de los aviones BAE 146-200, que comienzan a cubrir gran parte de la ruta nacional, y en febrero de 1994, suscribe un acuerdo de cooperación con Air New Zealand, que permite hacer conexiones inmediatas desde Papeete para viajar desde Australia a Chile y viceversa. Ese mismo año, se realizan importantes aumentos de frecuencias y aperturas de nuevos destinos. El 30 de julio de 1995 se iniciaron los vuelos frecuentes a La Serena y el 7 de agosto a Valdivia, con salidas diarias. Ese mismo año se incorporó a la flota un avión Boeing 767-300ER.
A mediados de 1996 se vuelve a volar a Asunción, Paraguay, ciudad en la que la oficina de LAN Chile había sido cerrada el 31 de marzo de 1978. Se retoma también la ruta a Guayaquil, donde se había dejado de volar desde hacía 18 años. Asimismo, se agregan nuevas rutas a destinos turísticos como Cancún, en México, y Punta Cana en la República Dominicana, decisiones que buscan acercar a LAN Chile hacia la zona del Caribe. Además, al año siguiente se incrementaron las frecuencias a 7 veces por semana a la Ciudad de México y 3 veces por semana hacia Cancún. Ese mismo año, la aerolínea participa como auspiciador de la Teletón, replicándose la participación permanentemente hasta el día de hoy (como LATAM).
En 1997, LAN Chile adquiere el 99,5 % de las acciones de la aerolínea chilena Ladeco, logrando la cobertura total del tráfico aéreo de Chile. Además, compra Fast Air para así consolidarse dentro del mercado de transportes de carga. En 1998, Fast Air se fusiona con Ladeco, creando así dos marcas para la cobertura de servicios distintos: LAN Chile Cargo, encargada del transporte de carga, y LAN Chile Express, encargada del transporte de pasajeros dentro de Chile, desde Santiago. 
En septiembre de 1997, LAN Chile y American Airlines acordaron crear una alianza de cooperación, que incluye acuerdos de códigos compartidos entre Estados Unidos, Chile y otros destinos, así como también un programa de participación recíproca entre los sistemas de pasajeros frecuentes de ambas aerolíneas, AAdvantage y LANPass, lo que posibilita a sus clientes la acumulación de kilómetros o millas y cobrar premios en ambas aerolíneas. Ese mismo año, LAN Chile recibe de Duff & Phelps, la más importante empresa clasificadora de riesgo, la calificación BBB+, ubicándola como una de las empresas aéreas más sólidas a nivel internacional.
El 7 de noviembre de 1997 se realiza la venta de 48.250.000 acciones de la sociedad anónima. El precio final fue determinado en $1172 pesos, equivalentes a 2,8 dólares por acción y 14 dólares por ADR. El monto total de la operación ascendió a 135,1 millones de dólares de los cuales 35.750.000 acciones (equivalentes a 7150 ADR) se transaron en Nueva York y 12.500.000 en Chile. Del total, 4 millones de dólares corresponden a la compra de acciones realizada por los propios trabajadores de la empresa. De esta forma, LAN se convirtió en la primera aerolínea latinoamericana que coloca acciones en el New York Stock Exchange.
Hacia fines de 1997, la flota consta de 10 unidades Boeing 767-300ER, 14 unidades Boeing 737-200A, 1 Boeing 737-200C y 5 unidades DC-8. Ese mismo año la compañía se focaliza en una estrategia de estandarización de su flota, con el objeto de reducir los costos de operación y mantenimiento. La estandarización se centrará en el Boeing 767-300ER de cabina ancha y largo alcance y en el Boeing 737-200 para rutas corto alcance, tales como internas y regionales.
En 1998 se incorporan 3 unidades Boeing 767-300ER. Un año más tarde se agregarían a la flota otras dos unidades del mismo tipo, sumando 15 unidades en total. Esto le permite incrementar la operación de largo alcance que tiene la compañía especialmente en la ruta al Pacífico, Norteamérica y Europa.

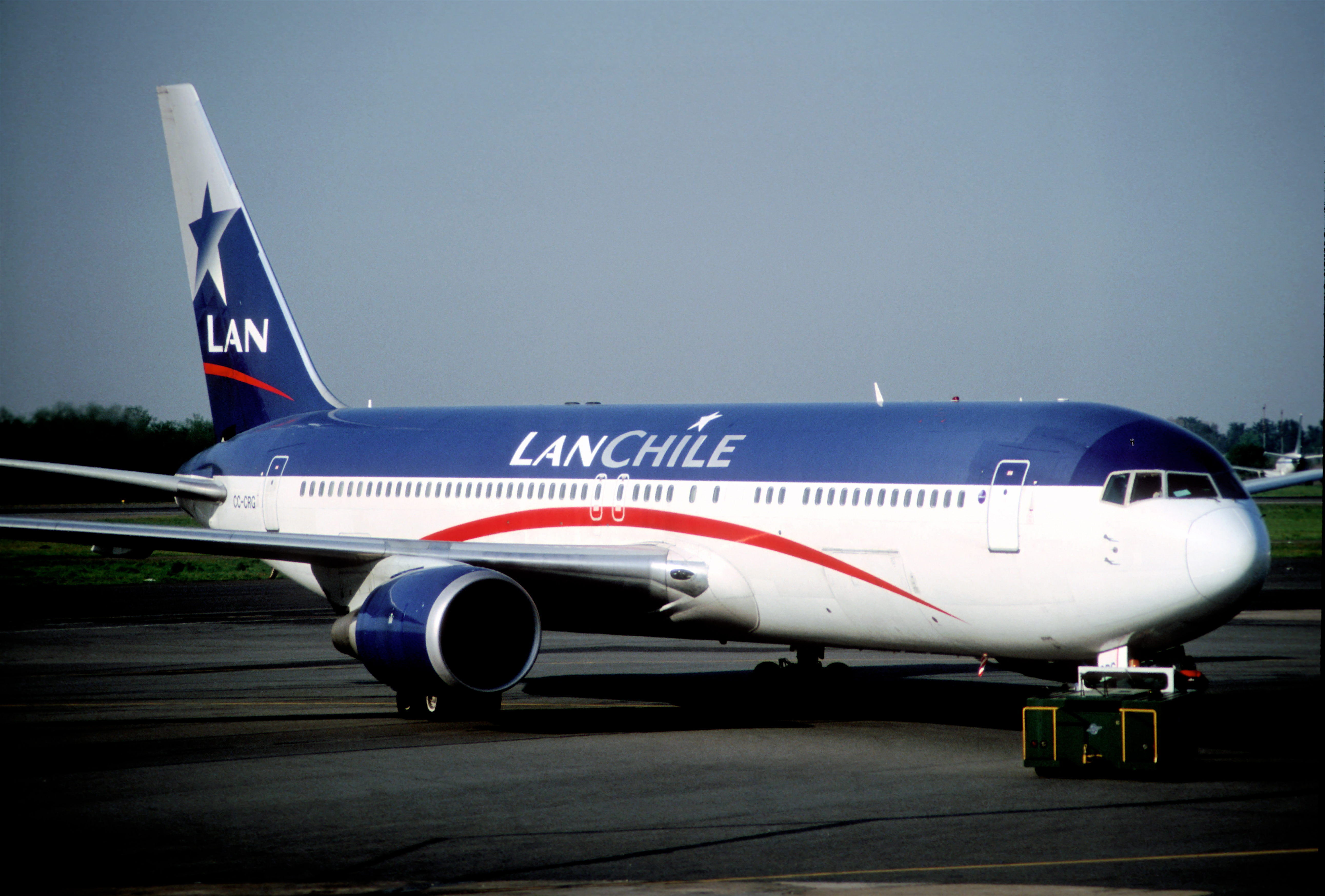
Boeing 767-300ER con la nueva imágen en el Aeropuerto Internacional Ministro Pistarini en Argentina en 2004.

El 4 de junio de 1998, realiza un cambio de imagen corporativa y renovación interior de todos sus aviones. Para ello contrató los servicios de la empresa británica Davies & Baron, una de las redes más grandes en comunicaciones y marketing del mundo y líder en diseño de imagen de aerolíneas. Esta empresa había asesorado (entre otras) a British Airways, Air New Zealand y Australian Airlines. Ese año, LAN Chile adoptó un nuevo lema, "El espíritu del sur del mundo".
Durante 1998, la compañía decide cambiar su estrategia de estandarización de aviones, incorporando una flota mixta de aviones Airbus y Boeing. Para reemplazar los antiguos modelos Boeing 737-200, compra 20 aviones de la familia Airbus 320 para sus operaciones de corta distancia y regionales. Al año siguiente, LAN decide incorporar siete aviones Airbus A340-300 de larga distancia y establece opciones de compra por hasta catorce aviones más, con el objeto de renovar la flota de largo alcance de la aerolínea. Esto le permite ofrecer a los pasajeros una cabina con tres clases (Primera, Business y Económica), con una configuración de 5 asientos en primera, 36 asientos en Business y 228 en Económica.

### Internacionalización

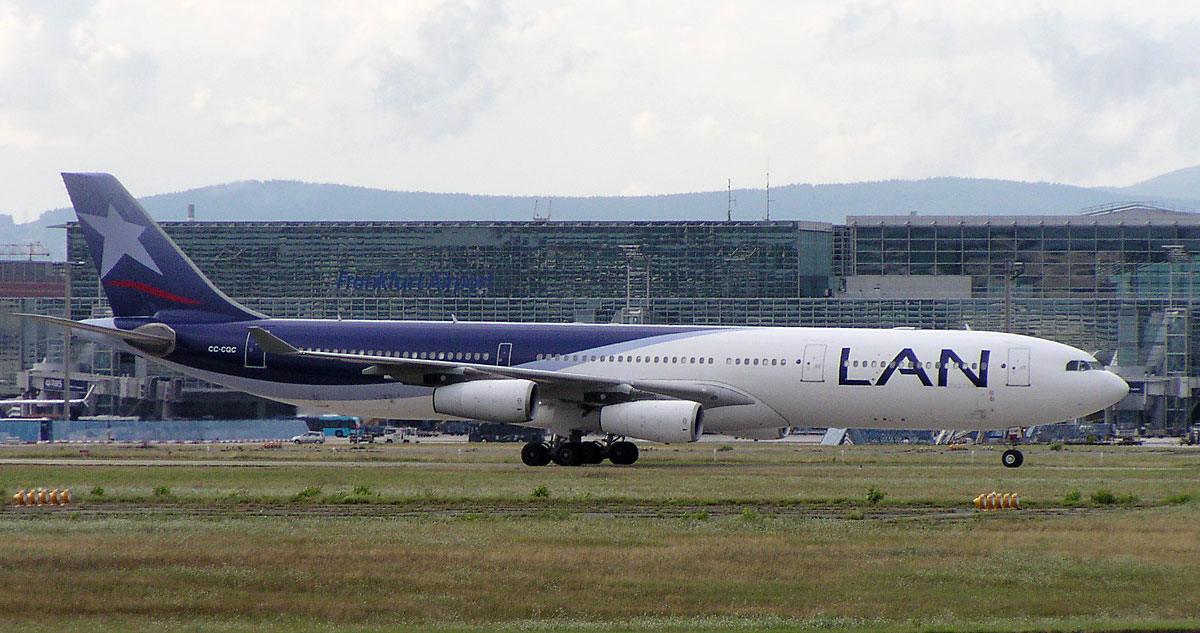
Airbus A340 en Fráncfort del Meno, Alemania, siendo una ruta directa y frecuente de LAN.

El 2 de julio de 1999, LAN Chile crea su primera filial en el extranjero: LAN Perú S.A. con vuelos dentro de los cielos peruanos. El día 19 de noviembre de ese mismo año, comenzó la operación de vuelos internacionales desde el Aeropuerto Internacional Jorge Chávez.
En 2000, LAN Chile Airlines pasa a pertenecer oficialmente como miembro de la alianza de aerolíneas Oneworld, lo que le permite aumentar considerablemente la oferta de destinos, llegando a más 570 destinos y 135 ciudades en el mundo.
A esa fecha, LAN Chile ofrecía más de 35 vuelos semanales sin escalas y directos entre Miami, Nueva York, Los Ángeles y Chile, como asimismo servicio de código compartido desde Toronto y Vancouver, vuelos diarios entre Lima y las ciudades de Nueva York y Los Ángeles, y vuelos a 38 ciudades en 16 países.
A mediados de 2000, LAN Chile y Ladeco reciben la certificación de la norma ISO-9002, transformándose en las primeras compañías aéreas del mundo que certificaron sus operaciones de vuelo, incorporando la metodología de TQM, Total Quality Management (Calidad total). El proceso implicó dos años de trabajo para que, finalmente, el holding LAN recibiera la certificación por parte de la empresa alemana TUV CERT, de acuerdo a la normativa de ese país.
El 28 de octubre de 2001, la compañía separa el negocio de transporte de carga y pasajeros. Para ello crea una nueva empresa, llamada Transporte Aéreo S.A., dedicada al transporte de pasajeros de Chile bajo la marca LAN Express.
El 11 de noviembre de 2001, y con la presencia del presidente de Chile Ricardo Lagos, la compañía inauguró en el Aeropuerto Internacional de Miami una terminal de carga y un edificio corporativo, equivalentes a 17 hectáreas construidas. Este hito sitúa a LAN como la compañía extranjera con las instalaciones más grandes y modernas en ese aeropuerto a esa fecha.
En 2002, LAN Chile y Lufthansa firmaron un acuerdo de alianza estratégica que permite que ambas compañías complementen sus servicios cargueros entre Sudamérica y Europa. En virtud de este acuerdo, Lufthansa Cargo sirve a la costa este de Sudamérica, mientras que LAN Cargo lo hace en los destinos de la parte oeste del continente, expandiendo de manera importante los puntos y frecuencias operadas por ambas compañías.

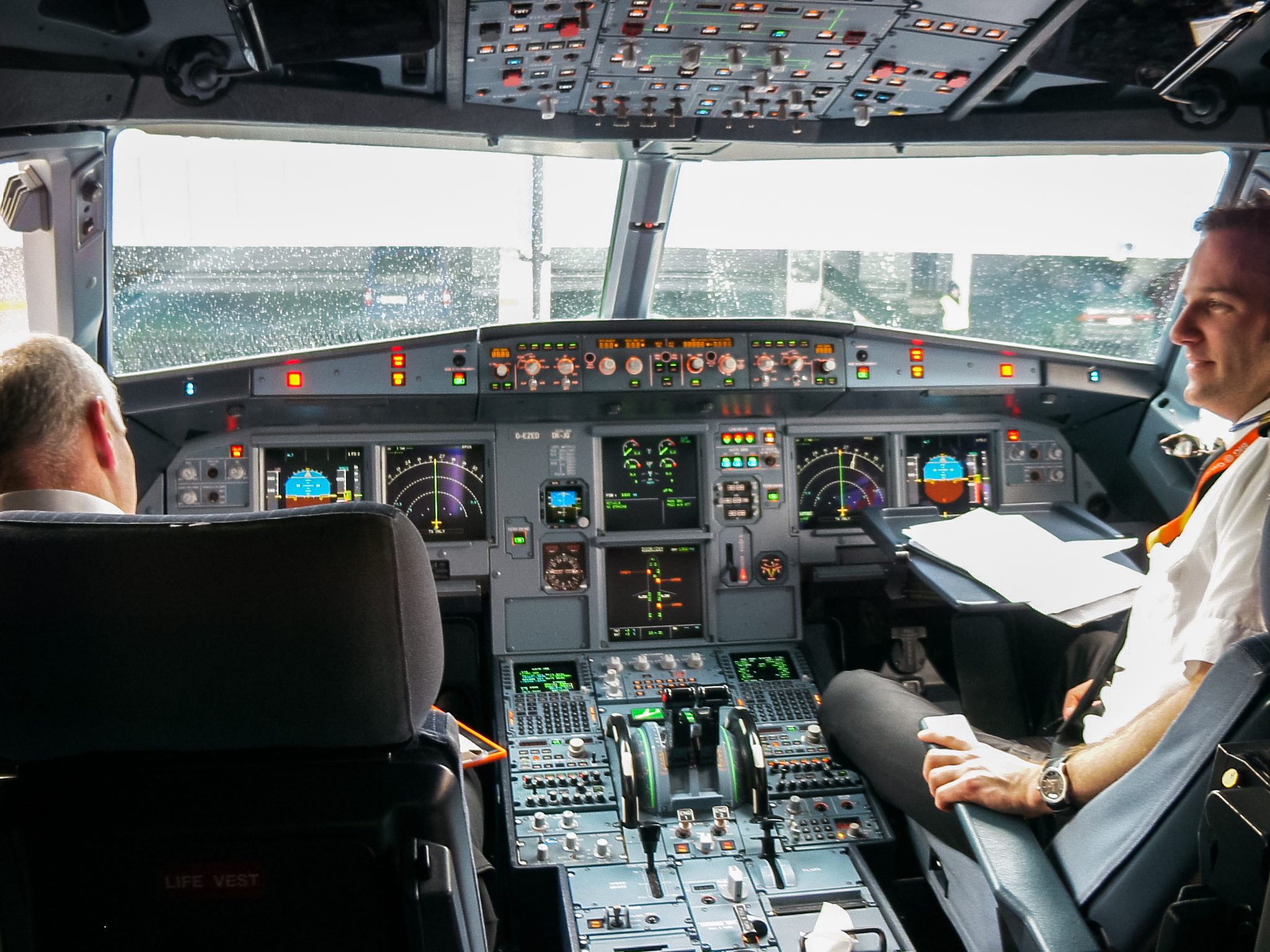
En el interior, la moderna cabina de los Airbus A319 de LAN.

En 2003, se incorpora a la flota el modelo Airbus A319, con el objeto de apoyar las operaciones de corto alcance, tanto internas como regionales.
Tres años después, el 28 de abril de 2003, LAN Chile comienza a operar en Ecuador, a través de LAN Ecuador, a la que se sumaría LAN Dominicana algunos meses después. En junio de 2005, luego de varios intentos fallidos previamente, fue abierta LAN Argentina que inició su operación cubriendo la ruta Buenos Aires-Mendoza-Buenos Aires. En marzo de 2004, LAN Chile decide la unificación de sus subsidiarias bajo una única marca, naciendo así el actual holding LAN Airlines, lo que se hizo efectivo el 8 de septiembre de ese año. La compañía señaló en esa oportunidad que la estrategia asociada a este cambio buscaba la consolidación de la aerolínea como líder en la región y así convertirla en representativa de todos los latinoamericanos. Con el cambio, sería mucho más fácil que los pasajeros de Estados Unidos, Europa y el resto del mundo puedan reconocer a la compañía.
En agosto de 2005, la compañía simplificó su estructura de precios reduciéndola a solo siete familias de tarifas en torno a igual número de características. Dentro de los beneficios, este cambio haría más fácil la comprensión por parte de los clientes y agilizaría en forma importante los procesos de venta para las agencias de viaje. Al mes siguiente, LAN haría efectivo un cargo por combustible (fuel surcharge) a las tarifas de sus vuelos de pasajeros, debido a los altos costos del petróleo. Este cargo, que varía de acuerdo al precio internacional del crudo, se aplica en forma diferenciada para las distintas distancias de vuelo de la compañía.
En marzo de 2006, LAN presentó el primer Boeing 767 con solo dos clases: Premium Business Class y una reconfigurada clase Turista. Los asientos full flat permiten una reclinación en 180 grados. Este es el primer avión, de los 22 B-767, que cuenta con una nueva cabina, lo que significa una inversión de más de 100 millones de dólares.
En mayo de 2006 culminó el proceso de cambio hacia una imagen única de los aviones pertenecientes al holding LAN. El proceso comenzó en febrero de 2004, y se pintaron un total 69 aeronaves de las cuales cinco fueron Airbus 319, 14 Airbus 320, 4 Airbus 340, 23 Boeing 737 de pasajeros, 1 Boeing 737 para carga, 16 Boeing 767 de pasajeros y 6 Boeing 767 para carga. En el futuro, los nuevos aviones que se incorporarán a la flota traerán el diseño implementado desde fábrica.
El sábado 20 de mayo de 2006 se incorporó a LAN Argentina el primero de los 4 aviones Airbus 320 y los 2 Boeing 767 que conformarán la flota de la aerolínea. Este hecho marca un hito en la historia de la aeronáutica argentina, ya que es la primera vez que un avión de estas características operará en mercado de vuelos internos del país. El 15 de agosto de 2006, LAN Argentina inició sus operaciones internacionales ofreciendo tres frecuencias semanales en la ruta Buenos Aires-Miami.
En septiembre de 2006, LAN Express introduce un modelo de operación de la flota de vuelos internos orientado al low-cost (bajo costo), aprovechando la capacidad instalada y sin uso de los aeropuertos del país, principalmente en horarios nocturnos. Diferentes artículos de prensa escrita citan a ejecutivos de LAN, quienes señalan que este modelo de operación será complementario al existente actualmente. Los destinos ofrecidos son Santiago-Puerto Montt-Punta Arenas.
El 14 de marzo de 2007 LAN lanzó finalmente el modelo láser para todos sus vuelos nacionales y short-haul, extendiendo el modelo utilizado en los vuelos a Puerto Montt y Punta Arenas a todos los destinos nacionales y regionales, reduciendo drásticamente los precios, y cambiando ciertos aspectos mínimos en el servicio, como el formato del cáterin y la entrega de periódicos a bordo.
En noviembre de 2007 comienza a operar la nueva clase de servicio llamada «Premium Economy» para sus vuelos regionales, para los cuales esta nueva clase contará con un servicio de cáterin diferente al de Economy Class. Los asientos no contarán con cambios salvo por una mesa que sale del respaldo del asiento del medio en caso de que esté disponible. Esta nueva clase será diferenciada de la otra mediante una mampara y cortina permitiendo configurar la cabina de Premium Economy y Económica en función de la demanda de cada vuelo, permitiendo una mejor comercialización y optimización de la aeronave.
El 17 de agosto de 2009 LAN empieza a llegar a la ciudad de Santiago de Cali, cubriendo la ruta de Cali - Lima.
El 13 de agosto de 2010 LAN y la brasileña TAM, líderes en Sudamérica anuncian oficialmente la intención de fusionarse para crear LATAM Airlines Group.
El 27 de octubre de 2010 LAN Airlines anuncia la celebración de una promesa de compraventa respecto de la aerolínea colombiana Aires S.A. La transacción está valorada en USD 32,5 millones y se contempla que esta última se integre al futuro holding aeronáutico LATAM Airlines Group.
El 26 de noviembre de 2010 LAN Airlines anuncia que completó la compra del 98,942 % de las acciones de Aires asumiendo el total de su deuda e incluyéndola en el holding de LAN como otra filial del grupo.
A partir del 5 de mayo de 2016, LAN Airlines pasa a operar como LATAM Airlines.

## Estructura

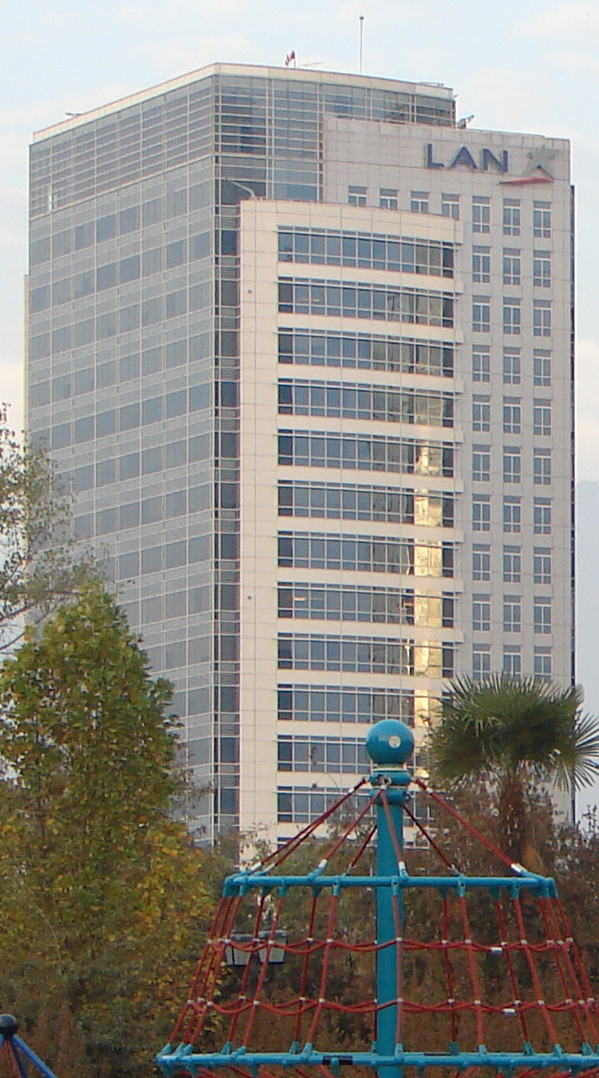
Sede de LAN Airlines y LATAM Airlines Group.

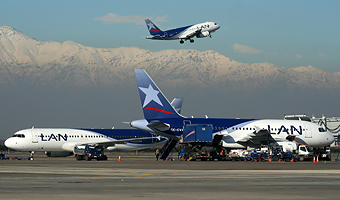
Airbus 320Fam de LAN Airlines en Santiago.

LAN Airlines fue una sociedad anónima de carácter privatizado total, por lo cual la administración de la compañía estaba en manos de un directorio elegido por una junta de accionistas. El directorio lo compusieron 9 miembros titulares, tres de los cuales son elegidos cada dos años. El directorio se reunía en sesiones ordinarias mensuales y también en sesiones extraordinarias.
La propiedad de LAN estaba principalmente en manos del grupo Familia Cueto (27,01% mediante "Inversiones Costa Verde Ltda. y Cia.") y el grupo Familia Piñera (27,04% mediante Axxion S.A. e Inversiones Santa Cecilia S.A.), encabezado por el empresario y expresidente - futuro presidente de Chile, Sebastián Piñera en tal entonces.
El holding estaba compuesto por diversas filiales y sociedades, generalmente dedicadas al rubro aeronáutico y de transportes:

### Pasajeros
- LAN Airlines (código IATA LA) aerolínea matriz establecida en Chile para vuelos internos, regionales e internacionales (long haul).
- LAN Express (código IATA LU) filial establecida en Chile para vuelos internos y regionales.
- LAN Argentina (código IATA 4M) filial establecida en Argentina.
- LAN Perú (código IATA LP) filial establecida en Perú.
- LAN Ecuador (código IATA XL) filial establecida en Ecuador.
- LAN Colombia (código IATA 4C) filial establecida en Colombia.

### Carga
- LAN Cargo (código IATA UC) aerolínea matriz de transporte de mercancías con sede en Chile.
- ABSA (código IATA M3) aerolínea de transporte de mercancías establecida en Brasil.
- MasAir (código IATA M7) aerolínea de transporte de mercancías establecida en México.
- LANCO (código IATA L7 aerolínea de transporte de mercancías establecida en Colombia.
- Blue express servicios courier y operador logístico de carga (en Chile).

### Otros servicios
- SkyBox , servicio de casilla postal (en Chile y Estados Unidos, antiguamente llamada LAN Box).
- LAN Tours
- Lan Card
- LAN Logistics

### Otras empresas relacionadas
| - Inmobiliaria Aeronáutica S.A. - Lan Pax Group S.A. Y Filiales - Sistemas De Distribución Amadeus Chile S.A. - Lan Courier Staff S.A. - Lan Chile Investment Limited Y Filiales - South Florida Air Cargo Inc. | - Prime Airport Services Inc. - Transporte Aéreo S.A. - Ediciones Ladeco America S.A. - Consorcio Fast Air Almacenes De Carga S.A. - Aircraft International Leasing Limited - Fast Air Almacenes de Carga S.A. - Ladeco Cargo S.A. | - Laser Cargo S.R.L. - Sociedad De Seguridad Aérea S.A. SEGAER - SL Group S.A. (Servicios de Seguridad, Limpieza y Mantención) - Terminal De Exportación Inter. S.A. - Lan Cargo Overseas Limited Y Filiales - Inversiones Lan S.A. - Masterhouse S.A. cambia a LAN TOURS División Servicios Terrestres S.A |

Antes también perteneció:
- LAN Dominicana, filial establecida en la República Dominicana. Con la creación de LAN Argentina, su código de designación IATA pasó a manos de esta última.

## Flota (Aviones)

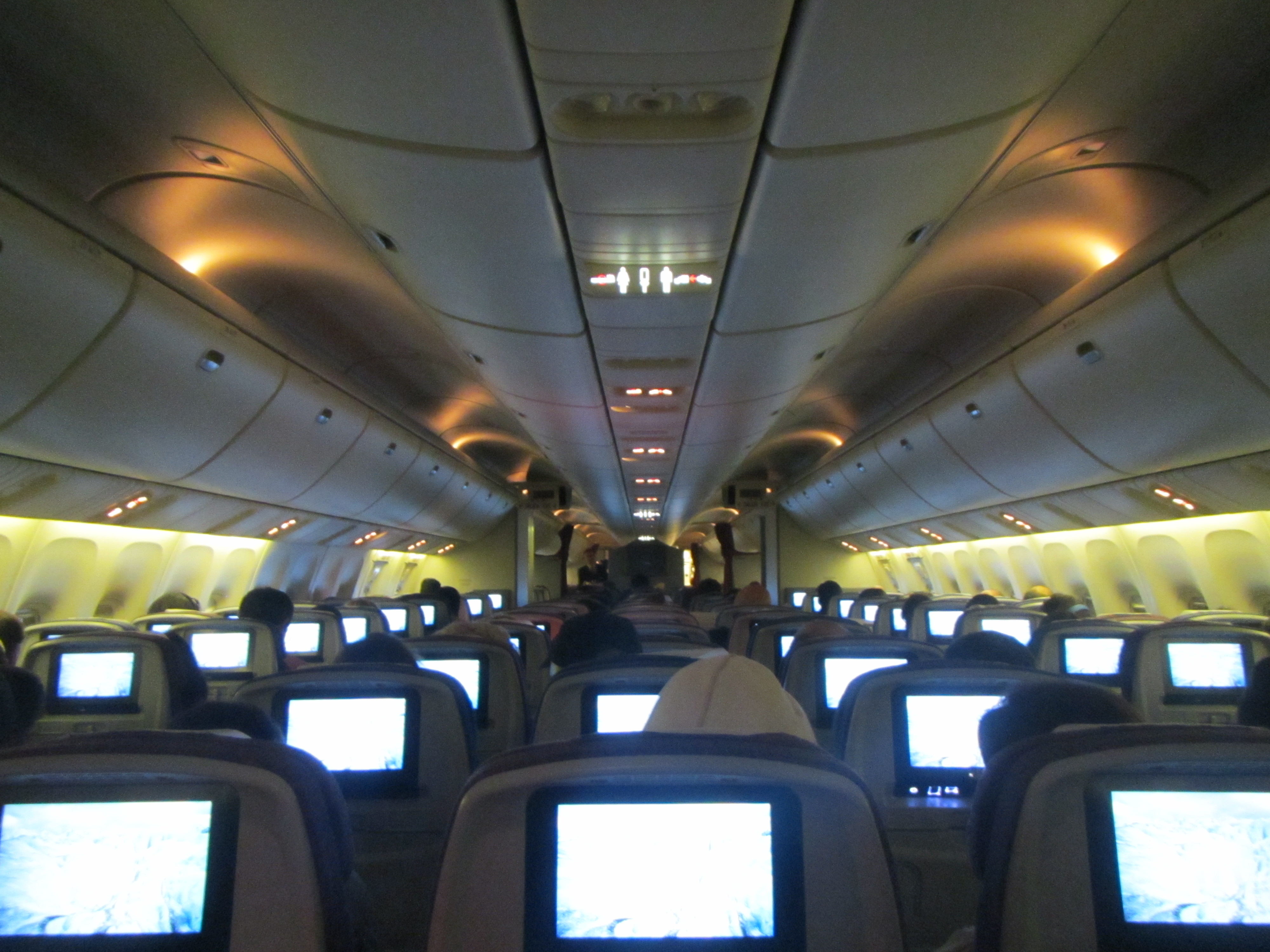
Interior de un Boeing 767 de LAN Airlines.

LATAM Chile cuenta con 125 aeronaves de pasajeros, las que tienen un promedio de edad de 6,1 años.
La totalidad de la flota de pasajeros LAN contaba con un moderno sistema de entretenimiento a bordo, el cual consta de pantallas generales desplegables en el techo del avión, y sistema de audio individual en su flota de corto y mediano alcance. En cuanto a su flota de largo alcance esta contaba con pantallas individuales de 8.9 pulgadas en Economy Class y de 14 pulgadas en Premium Business, ambas pantallas son táctiles y con sistema de video bajo demanda. Adicionalmente cuenta con sistema de sonido individual en ambas clases.
A finales del 2008 LAN comenzó la instalación de Blended Winglets en la flota de Boeing 767-300ER y Boeing 767-300ERF. La principal ventaja de los winglets es la reducción de hasta un 5% en el consumo de combustible. LAN fue el cliente inaugurador de Blended Winglets en la región, y en la actualidad todos los Boeing 767 de la compañía cuentan con estos dispositivos.

### Nuevas adquisiciones
Durante el tercer trimestre de 2006, LAN incorporó a su flota 8 nuevos aviones Airbus 319, destinados para las operaciones nacionales de LAN Perú, lo que permitió retirar los aviones Boeing 737-200 ADV, modelo que salió de operaciones de LAN a mediados de 2007. Además, durante 2006 fueron incorporados 2 Boeing 767-300ER y 1 Boeing 767-300F carguero, para las rutas de largo alcance (especialmente, transcontinentales).
LAN Cargo se despide de su último Boeing 777-F con la llegada del primer Boeing 787-8 (matrícula CC-BBA, c/n 38471/68) al aeropuerto Arturo Merino Benítez el 1 de septiembre de 2012, LAN comenzó a incorporar a su flota 32 aviones Boeing 787 Dreamliner entre 2012 y 2019 de los cuales 10 serán del tipo 787-8 adquiridos directamente a Boeing mientras que los 10 restantes serán del tipo 787-9 (8 adquiridos directamente a Boeing y 6 mediante leasing a ILFC) lo que significó una inversión aproximada de 3.200 millones de dólares. En julio de 2010, Boeing publicó su lista de órdenes en la que se señala que LAN ha cambiado 4 de sus 787-9 por 4 787-8, dejando el pedido de 787 en 22 del tipo 787-8 y 10 787-9.
Los nuevos Boeing 787 serán destinados a reemplazar y complementar la actual flota de largo alcance de la aerolínea, compuesta por los Boeing 767 y Airbus A340.
A partir de 2015 opera el Boeing 787-9, siendo el segundo operador de este tipo de aeronave en América. El 789 sirve las ruta Santiago (SCL) - Lima (LIM) - Los Ángeles (LAX); Santiago (SCL) - Miami (MIA); Santiago (SCL) - Nueva York (JFK); Santiago (SCL) - Auckland (AKL) - Sídney (SDY); Santiago (SCL) - Madrid (MAD) - Fráncfort (FRA); Santiago (SCL) - Buenos Aires (EZE) y Santiago (SCL) - Sao Pablo (GRU).

### Flota histórica
A lo largo de la historia de la aerolínea, diversos modelos de aviones han sido utilizados para las diversas rutas operadas. La siguiente tabla representa un resumen de la flota histórica utilizada por LAN Airlines y la apertura de nuevas rutas realizadas por esas naves:
| Avión           | Asientos  | Unidades | Matriculas |
| --------------- | --------- | -------- | --- |
| Boeing 737-200  | 120       | 22       | CC-CDB, CC-CDH, CC-CDL, CC-CQQ, CC-CQR, CC-CQS, CC-CQT, CC-CQU, CC-CRP, CC-CRQ, CC-CRR, CC-CRS, CC-CSH, CC-CSI, CC-CVC, CC-CVD, CC-CVG, CC-CVJ, CC-CYC, CC-CYK, CC-CZK, CC-CZO. |
| Airbus A318-100 | 126       | 15       | CC-CVA, CC-CVB, CC-CVF, CC-CVH, CC-CVN, CC-CVP, CC-CVR, CC-CVS, CC-CVU, CC-CVV, CC-CZJ, CC-CZN, CC-CZQ, CC-CZR, CC-CZS. |
| Airbus A319-100 | 144       | 26       | CC-BCA, CC-BCB, CC-BCC, CC-BCD, CC-BCE, CC-BCF, CC-COU, CC-COX, CC-COY, CC-COZ, CC-CPE, CC-CPF, CC-CPI, CC-CPJ, CC-CPL, CC-CPM, CC-CPO, CC-CPQ, CC-CPX, CC-CQK, CC-CQL, CC-CYE, CC-CYF, CC-CYI, CC-CYJ, CC-CYL. |
| Airbus A320-200 | 168 / 174 | 72       | CC-BAA, CC-BAB, CC-BAC, CC-BAD, CC-BAE, CC-BAF, CC-BAG, CC-BAH, CC-BAI, CC-BAJ, CC-BAK, CC-BAL, CC-BAM, CC-BAN, CC-BAO, CC-BAP, CC-BAQ, CC-BAR, CC-BAS, CC-BAT, CC-BAU, CC-BAV, CC-BAW, CC-BAX, CC-BAY, CC-BAZ, CC-BFA, CC-BFB, CC-BFC, CC-BFD, CC-BFE, CC-BFF, CC-BFG, CC-BFH, CC-BFI, CC-BFJ, CC-BFK, CC-BFL, CC-BFM, CC-BFN, CC-BFO, CC-BFP, CC-BFQ, CC-BFR, CC-BFS, CC-BFT, CC-BFU, CC-BFV, CC-BFW, CC-BFX, CC-BJB, CC-BJC, CC-BJD, CC-BJE, CC-BJF, CC-COC, CC-COD, CC-COE, CC-COF, CC-COG, CC-COH, CC-COI, CC-COK, CC-COL, CC-COM, CC-COO, CC-COP, CC-COQ, CC-COT, CC-CQM, CC-CQN, CC-CQO, CC-CQP, CC-CZB. |
| Airbus A321-211 | 220       | 10       | CC-BEA, CC-BEB, CC-BEC, CC-BED, CC-BEE, CC-BEF, CC-BEG, CC-BEH, CC-BEI, CC-BEJ. |
| Boeing 767-300  | 232       | 52       | CC-BDA, CC-BDB, CC-BDC, CC-BDE, CC-BDF, CC-BDH, CC-BDI, CC-BDJ, CC-BDK, CC-BDL, CC-BDM, CC-BDN, CC-BDO, CC-BDP, CC-BJA, CC-CBJ, CC-CCZ, CC-CDB, CC-CDM, CC-CDP, CC-CEB, CC-CEK, CC-CEN, CC-CGN, CC-CIO, CC-CML, CC-CRG, CC-CRT, CC-CRV, CC-CWF, CC-CWG, CC-CWH, CC-CWN, CC-CWV, CC-CWY, CC-CXC, CC-CXD, CC-CXE, CC-CXF, CC-CXG, CC-CXH, CC-CXI, CC-CXJ, CC-CXK, CC-CXL, CC-CZW, CC-CZT, CC-CZU, CC-CZY, N312LA, N418LA. |
| Boeing 787-8    | 247       | 10       | CC-BBA, CC-BBB, CC-BBC, CC-BBD, CC-BBE, CC-BBF, CC-BBG, CC-BBH, CC-BBI, CC-BBJ. |
| Airbus A340-300 | 260       | 5        | CC-CQA, CC-CQC, CC-CQE, CC-CQF, CC-CQG. |
| Boeing 787-9    | 300       | 9        | CC-BGA, CC-BGB, CC-BGC, CC-BGD, CC-BGE, CC-BGF, CC-BGG, CC-BGH, CC-BGI. |

Flota Histórica LAN
| Año  | Rutas                                                            | Avión                                              | Pasajeros | Tipo de ruta                                      |
| ---- | ---------------------------------------------------------------- | -------------------------------------------------- | --------- | ------------------------------------------------- |
| 1929 | Santiago-Ovalle-Copiapó-Antofagasta-Iquique-Arica                | de Havilland DH.60 Moth                            | 5         | Internos (short-haul)                             |
| 1930 | Santiago-Chillán-Concepción-Temuco-Puerto Montt                  | Ford 5 AT-C                                        | 12        | Internos (short-haul)                             |
| 1941 | Aumento de frecuencias a Concepción                              | Lockheed Electra L-10A                             | 10        | Internos (short-haul)                             |
| 1943 | Reforzamiento de frecuencias en rutas nacionales                 | Lockheed Modelo 18 Lodestar                        | 10+2      | Doméstico (short-haul)                            |
| 1945 | Punta Arenas, Porvenir, Puerto Natales, Springhill               | Lockheed Modelo 18 Lodestar Lockheed Electra L-10A | 10+2 12   | Doméstico (short-haul)                            |
| 1946 | Buenos Aires, Argentina                                          | Douglas DC-3                                       | 21-28     | Internacional (short-haul)                        |
| 1950 | Renovación de flota                                              | Glenn Martin 2-0-2 de Havilland DH.104 Dove        | 40+3 8+2  | Doméstico (short-haul)                            |
| 1953 | Lima (Perú), La Paz (Bolivia) Alto Palena, Chile Chico, Cochrane | Glenn Martin 2-0-2 de Havilland DH.104 Dove        | 40+3 8+2  | Internacional (short-haul) Doméstico (short-haul) |
| 1955 | Santiago-Antofagasta y Santiago-Arica sin escalas                | Douglas DC-6                                       | 80        | Doméstico (short-haul)                            |
| 1956 | Desde Punta Arenas, sobrevuelo a la Antártida.                   | Douglas DC-6                                       | 80        | Doméstico (short-haul)                            |
| 1958 | Santiago-Lima-Panamá-Miami                                       | Douglas DC-6                                       | 48-56+4   | Internacional (long-haul)                         |
| 1960 |                                                                  | Convair 340                                        |           |                                                   |
| 1964 | Renovación de flota                                              | Sud Aviation Caravelle VI-R                        | 89        |                                                   |
| 1967 | Isla de Pascua                                                   | Douglas DC-6                                       | 44        | (long-haul)                                       |
| 1967 | Nueva York, Estados Unidos                                       | Boeing 707                                         | 148-189   | Internacional (long-haul)                         |
| 1968 | Santiago-Isla de Pascua-Tahití                                   | Douglas DC-6                                       | 44        | (long-haul)                                       |
| 1969 | Río de Janeiro, Asunción, Cali                                   | Boeing 707                                         | 148-189   | Internacional (medium-haul)                       |
| 1969 |                                                                  | Hawker Siddeley HS 748                             |           |                                                   |
| 1970 | Papeete-Santiago-Río de Janeiro-Madrid-París-Fráncfort           | Boeing 707                                         | 148-189   | Doméstico (long-haul)                             |
| 1972 |                                                                  | De Havilland Canada DHC-6 Twin Otter               |           |                                                   |
| 1974 | Punta Arenas-Sídney, sin escalas                                 | Boeing 707                                         | 148-189   | Internacional (long-haul)                         |
| 1978 | Suspensión de vuelos a Asunción y Guayaquil                      |                                                    |           | Regional (medium-haul)                            |
| 1980 | Apoyo a rutas nacionales e internacionales short-haul            | Boeing 737-200                                     | 108-132   | Doméstico y regional (short-haul)                 |
| 1980 | Renovación de flota                                              | McDonnell Douglas DC-10                            | 250-380   | Internacional (short-haul)                        |
| 1986 | Reemplazo de DC-10                                               | Boeing 767-200ER                                   | 181-224   | Internacional (long-haul)                         |
| 1988 | Apoyo a vuelos a Estados Unidos                                  | Boeing 747-100                                     | 374-450   | Internacional (long-haul)                         |
| 1990 | Apoyo a vuelos nacionales                                        | BAE 146-200                                        | 85-112    | Doméstico (short-haul)                            |
| 1994 | Acuerdo con Air New Zealand para ruta Papeete-Australia          |                                                    |           | Internacional (long-haul)                         |
| 1995 | Rutas a La Serena y Valdivia                                     |                                                    |           | Doméstico (short-haul)                            |
| 1996 | Asunción (Paraguay) y Guayaquil (Ecuador)                        | Boeing 767-300ER                                   | 212-214   | Internacional (medium-haul)                       |
| 1996 | Cancún (México) y Punta Cana (Rep. Dominicana)                   | Boeing 767-300ER                                   | 212-214   | Internacional (medium-haul)                       |
| 2000 | Aumento capacidad y destinos                                     | Airbus A340                                        | 295       | Internacional (long-haul)                         |
| 2008 | Renovación de flota                                              | Airbus A318                                        | 132       | Doméstico y regional (short-haul)                 |
| 2009 | Aumento de Freighter (carguero)                                  | Boeing 777F                                        | carga     | Internacional (long-haul)                         |
| 2010 | Llegada de avión N.º 100                                         | Airbus A320                                        |           | Doméstico y regional (short-haul)(CC-BAC)         |
| 2012 | Llegada del B787                                                 | Boeing 787                                         |           | Internacional (Long-Haul)(CC-BBA)                 |
| 2014 | Llegada del primer A321                                          | Airbus A321                                        |           | Doméstico y regional (medium-Haul)(CC-BEA)        |
| 2015 | Salida del A340-300                                              | Boeing 787-9 Dreamliner                            |           | Ultra largo alcance (Long-Haul)                   |

### Destinos operados por elBoeing 787 Dreamliner
Vuelos operados desde Santiago a diciembre de 2016.

## Accidentes e incidentes
- 13 de abril de 1954, en Santiago: accidente en un Douglas DC-3. No hay detalles del accidente. Fallecen 16 personas.
- 3 de abril de 1961, en Llico, Maule: Tragedia de Green Cross, accidente en un Douglas DC-3. Falla en los controles del avión precipita caída del avión sobre la nieve. Fallecen 24 personas, entre ellas, 8 futbolistas de Green Cross.
- 6 de febrero de 1965, 8:36, en la localidad de San José (Cajón del Maipo), al sureste de Santiago: accidente en un Douglas DC-6B, matrícula CC-CCG-104, vuelo 107 de LAN Chile. El avión en perfecto estado operativo se estrella con 80 personas a bordo en el cerro Corona, después de despegar del aeropuerto Los Cerrillos con destino a Buenos Aires. Error del piloto, el avión toma ruta no autorizada levantando altura sobre Santiago (no permitido) y toma ruta por el Cajón del Maipo hacia Argentina, no logra alcanzar la altura necesaria para trasponer los primeros cordones cordilleranos, chocando contra los farellones del cerro. Fallecen sus 87 ocupantes, 80 pasajeros y 7 tripulantes (los restos aún son visibles).
- 28 de abril de 1969, el vuelo 160, un Boeing 727 proveniente de Buenos Aires, se estrelló durante su aproximación al Aeropuerto de Pudahuel, sin que sus pasajeros ni tripulación resultaran muertos o heridos.
- 5 de diciembre de 1969, en el Aeropuerto Internacional El Tepual, Puerto Montt: un Douglas DC-6 se volteó en el aire. El avión perdió altura y el ala golpeó el suelo.
- 25 de mayo de 1972: una hora y 18 minutos después de despegar desde la ciudad de Panamá una bomba de fabricación casera explotó en el compartimiento de hielo; esto produjo una descompresión, por lo cual el avión aterrizó de emergencia en la Montego Bay en Jamaica.
- 3 de agosto de 1978, en el Aeropuerto de Ezeiza, Buenos Aires: el Boeing 707 se acercaba a la pista 11 en medio de una niebla cuando golpeó unos árboles suavemente, sin que se produjeran daños en el avión.
- 4 de agosto de 1987, en el aeropuerto de la ciudad de Calama, Chile: accidente en un Boeing 737-200, matrícula CC-CHJ. Un error del piloto durante la maniobra de descenso hace que se estrelle la nave sobre la pista, rompiéndose en dos partes e incendiándose. Fallece un pasajero de un total de 33 personas que se encontraban a bordo.
- 20 de febrero de 1991, en el aeropuerto de la ciudad de Puerto Williams, Chile: Vuelo 1069 de LAN Chile, matrícula CC-CET. Al descender sobre la pista de aterrizaje, la nave patina sobre la gruesa capa de hielo. El avión no logra detenerse a tiempo cayendo al mar, lugar donde termina la pista. Fallecen 20 de un total de 73 personas que se encontraban a bordo.
- 19 de julio de 2001: el vuelo 511 que viajaba desde el Aeropuerto Internacional de Miami a Lima, tuvo que aterrizar de emergencia en la Ciudad de Panamá por una supuesta bomba a bordo. Luego se comprobó que el rumor de la bomba era falso.
- 28 de marzo de 2007, sobre el Océano Pacífico: el vuelo 801 que viajaba entre Santiago y Auckland estuvo involucrado en un incidente con un meteorito. Se estima que el objeto en llamas pasó a solo cinco millas náuticas de la aeronave, mientras la tripulación podía oír los objetos romper la barrera del sonido. Si bien inicialmente se pensó que el objeto era un viejo satélite ruso, esto fue posteriormente descartado por NASA.
- 5 de julio de 2008, en el Aeropuerto Internacional John F. Kennedy, Ciudad de Nueva York: el vuelo 533 se vio envuelto en un incidente. El avión LAN, con destino a Santiago, por poco fue golpeado después del despegue por un avión de Aerolíneas Caimán, vuelo 792. Dicho avión venía llegando al aeropuerto JFK desde las Islas Caimán, tuvo que realizar una vuelta y así evitar la colisión.
- 3 de marzo de 2011, en el Aeropuerto Internacional Arturo Merino Benítez, Santiago de Chile: el vuelo LA 300 que salió a las 08:30 con destino al Aeropuerto La Florida de La Serena, Chile. Comenzó a salir humo en la cabina, por lo que se decretó emergencia y el avión retornó al Aeropuerto Internacional de Santiago. Luego de algunos minutos, la compañía decidió cambiar el avión para transportar a los pasajeros que se dirigían a la ciudad de La Serena.

## Alianzas y acuerdos de código compartido
LAN Airlines fue integrada en 2000 a la alianza de aerolíneas Oneworld, compuesta además por American Airlines, British Airways, Cathay Pacific, Finnair, Iberia y Qantas, y desde 2007 por Japan Airlines, Malév (Difunta) y Royal Jordanian con los que los pasajeros tendrán acceso a 696 destinos en un total de 141 países. Desde el 2007 están integradas LAN Ecuador y LAN Argentina a las filiales chilenas y peruanas para pertenecer a Oneworld.
Al cumplir con los requerimientos básicos, las aerolíneas fortalecieron su eficiencia, sin perder sus políticas e identidad propias. Aun así hubo tres áreas concretas en las que se acordó seguir el mismo procedimiento: en oneworld todos los vuelos están diseñados para no fumadores; existe una política de libre endoso sujeta a restricciones tarifarias y no hay necesidad de reconfirmar los vuelos en ninguna de las compañías que conforman la alianza. En cualquier otro ámbito, es el modus operandi del operating carrier el que se impone. Sin embargo, existen grupos de trabajo dedicados a lograr que las diferentes políticas sean lo más parecidas posibles entre las aerolíneas porque así la transferencia de pasajeros de una línea aérea a otra se hace más fácil.
Las ocho aerolíneas de la alianza deben cumplir con la promesa: “tratar a todos los pasajeros de oneworld como si fueran nuestros propios pasajeros y responder a sus preguntas en el primer punto de contacto”. Bajo esa premisa, LAN entrega a sus usuarios a través de oneworld productos y prestaciones que ninguna línea aérea por sí sola podría entregar: una flota de 2 mil aviones que realizan 8 mil 500 vuelos diarios. De esta manera LAN y el resto de las aerolíneas de la alianza, acceden a más de 570 destinos internacionales alrededor de todo el mundo en 135 países.
Entre los beneficios para los pasajeros, convenidos con el resto de las aerolíneas participantes, se cuenta:
- obtención de la tarjeta de embarque hasta el destino final del pasajero gracias al acuerdo Interline Through Check-in (ITCI) que mantienen los sistemas de las 8 aerolíneas, beneficio contemplado para los itinerarios de hasta tres vuelos que sean realizados en conexión.
- acceso a una franquicia de equipaje, es decir, se les aplica la política menos restrictiva reflejada en el pasaje internacional con el que se inicia el viaje sin importar los stop-over que se realicen en el traslado.
- Los pasajeros frecuentes de LAN son reconocidos por las aerolíneas oneworld a través de un identificador común en todas las tarjetas de socios de las compañías, lo que significa que al realizar sus vuelos en LAN o en cualquiera de las líneas aéreas de la alianza, las personas siguen acumulando kilómetros, tienen un chequeo preferencial en los aeropuertos y, quienes están en la categoría Emerald y Sapphire, acceden a más salones y clubes de la alianza a nivel global.
- Si hay cambios de vuelos, ya sean voluntarios o involuntarios, el boleto emitido por un transportador oneworld puede ser aceptado sin el endoso de la compañía emisora, siempre y cuando se respeten los procedimientos establecidos por las aerolíneas para ambos casos.

En tanto, los acuerdos suscritos por LAN para utilizar los códigos compartidos son los siguientes (información actualizada a febrero de 2016):
- Aeroméxico - SkyTeam[20]
- Alaska Airlines
- American Airlines[21]
- British Airways
- Korean Air
- Iberia[22]
- Interjet
- Japan Airlines
- Cathay Pacific
- Qantas Airways
- TAM Linhas Aéreas

## Programa de pasajeros frecuentesLANPASS
LANPASS fue 
programa de pasajeros frecuentes de LAN, destinado a premiar su lealtad y preferencia por la línea. Contaba con más de un millón de socios en Chile, Perú, Ecuador, Argentina y Estados Unidos, y eran más de 50.000 los que vuelan gratis cada año.
Los socios del Programa LANPASS acumulaban kilómetros cada vez que volaban en LAN como también en las aerolíneas pertenecientes a Oneworld y aerolíneas asociadas al programa (partners aéreos). También se podía obtener kilómetros utilizando los servicios de empresas con las cuales LAN tenía convenios especiales (partners no aéreos), como por ejemplo: hoteles, resorts y cruceros; arriendo de autos; compras con tarjetas de crédito pertenecientes al programa, compras en tiendas asociadas y uso de otros servicios y productos de LAN como LANBOX o LANCARD.
El programa tenía 3 categorías de socios elite reconocidas a nivel mundial (de menor a mayor importancia):
- Premium (equivalente a Ruby en Oneworld)
- Premium Silver (equivalente a Sapphire en OneWorld)
- Comodoro (equivalente a Emerald en Oneworld)

Estas categorías de socio permitían acceder a beneficios como: upgrade de categoría, bonos de kilómetros, acceso a salón vip, embarque y chequeo preferente, entre otros beneficios preferenciales. Para clasificar entre una categoría y otra, se debían cumplir y revisar las reglas del programa. Por ejemplo, para clasificar categoría Premium, era necesario volar 30 segmentos en LAN, en tarifas que permitan la acumulación de kilómetros LANPASS.
Los kilómetros acumulados se podía canjear por: pasajes para volar en LAN, oneworld y líneas asociadas o solicitar un upgrade de categoría en el pasaje adquirido (por ejemplo, de clase turista a clase ejecutiva) al volar en LAN.
Para hacerse socio del programa, los clientes debían ya sea a través del sitio web de LAN, o solicitando su inscripción en las oficinas comerciales y/o agencias, o en el counter de la compañía de cada aeropuerto.

### Reconocimiento de socios enOneWorld
Los pasajeros frecuentes de LAN fueron reconocidos por las aerolíneas oneworld a través de un identificador común en todas las tarjetas de socios de las compañías. Esto significaba que, respetando la identidad de cada programa, las tarjetas están marcadas con un pequeño óvalo del color que representa cada una de las tres categorías: Emerald en verde, Sapphire de color azul y Ruby con el color rojo.
El reconocimiento del Programa de Pasajero Frecuente significaba que al realizar sus vuelos en LAN o en cualquiera de las líneas aéreas de la alianza, las personas seguían acumulando kilómetros, tenían un chequeo preferencial en los aeropuertos y, quienes están en la categoría Emerald y Sapphire, acceden a más salones y clubes de la alianza a nivel global.
En octubre de 2006 LAN y Banco Río firmaron un cobranding y lanzaron la tarjeta de Crédito RIO LANPASS.
Hasta octubre del 2007 se comercializara en forma exclusiva La Tarjeta American Express, luego se incorporara VISA.

## Reconocimientos

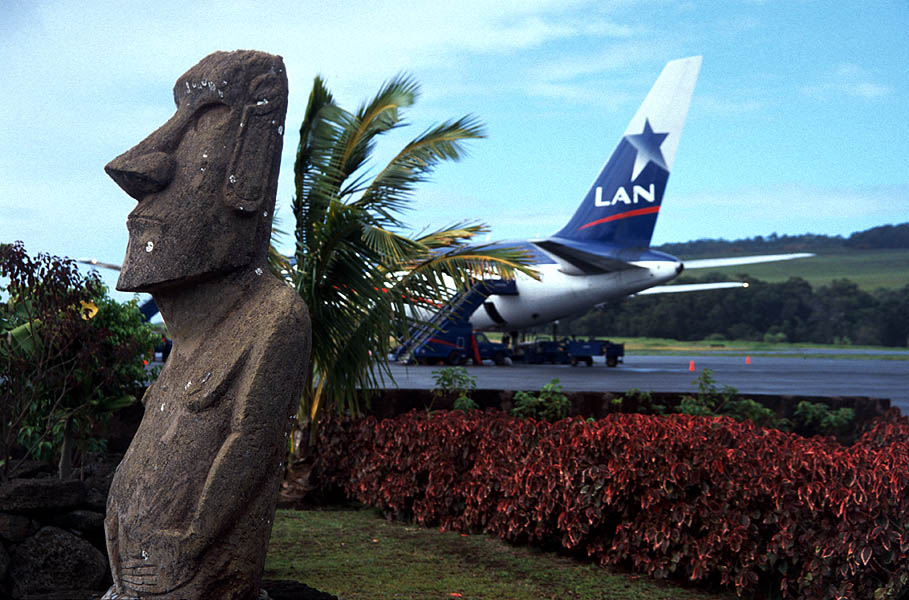
Boeing 767 de LAN (Librea antigua) en el Aeropuerto Internacional Mataveri, en la Isla de Pascua.

LAN Airlines ha recibido en los últimos años diversos reconocimientos debido a su calidad de servicio.
Desde 2000, LAN fue elegida 10 veces consecutivas (a excepción de un segundo puesto en 2004) como la mejor aerolínea del Caribe, Centro y Sudamérica por sus servicios, comodidad y puntualidad por Skytrax. Ese mismo año, la revista "The Americas Duty Free Magazine" otorga a LAN la categoría mejor Duty Free A bordo de Línea Aérea Sudamericana. Por su parte, la revista estadounidense Forbes calificó el salón VIP de LAN, dentro de los 10 mejores del mundo. A finales de 2007 recibió el premio como la mejor aerolínea de Sudamérica en los World Travel Awards.
En abril de 2004, el fabricante de aviones Airbus catalogó a LAN como el mejor operador de flota Airbus A340 en la categoría de las aerolíneas con flota inferior a 10 aviones.
Por otro lado, en julio de 2004, la revista inglesa "Airline Business" premió a LAN por su exitosa estrategia al trabajar por convertir a la alianza en la mejor alternativa de transporte aéreo en Latinoamérica, destacando su completa red de destinos y productos. En febrero de 2005 y por tercer año consecutivo, LAN fue seleccionada como la aerolínea que ofrece la mejor comida a bordo de Latinoamérica y, por segunda vez, su salón VIP Neruda en el Aeropuerto Arturo Merino Benítez de Santiago, fue escogido como el más destacado de la región. Los resultados fueron obtenidos por la encuesta "Lo mejor de Latinoamérica" realizada por la prestigiosa revista estadounidense de negocios, Latin Trade, que consideró la opinión de 110.000 ejecutivos que eligieron lo mejor del subcontinente en lo referido a servicios relacionados con viajes de negocios a lo largo de la región.
En septiembre y noviembre de 2005, la revista In de LAN, que se entrega en forma gratuita para lectura de los pasajeros a bordo, recibió importantes reconocimientos. En septiembre recibió el segundo lugar en la categoría "Best inflight magazine" en el certamen organizado por la Asociación Mundial de Entretenimiento de Aerolíneas. En esta premiación, LAN también fue reconocida como la segunda aerolínea con mejor programa de entretenimiento a bordo en la categoría de compañías con menos de 50 aviones. A su vez, en noviembre recibió tres galardones en el prestigioso certamen anual Pearl Awards, realizado en Nueva York: premio de oro a la mejor portada por su edición dedicada a los automóviles de junio de 2005, y premio de plata por la portada de septiembre de 2004 e igual galardón a la edición de mayo de 2005, por realizar la mejor estrategia comunicacional combinada con multimedia.
En noviembre de 2005, LAN fue elegida entre las compañías internacionales con mejor servicio en Estados Unidos. Un estudio de la consultora SAGAT a 5.277 pasajeros de aerolíneas en Estados Unidos, catalogaron el servicio de LAN como “muy bueno a excelente”. De un total de 22 compañías norteamericanas y 55 internacionales evaluadas, SAGAT destacó de LAN su eficiencia, enfoque al servicio, aviones modernos y diversas instalaciones y productos a disposición de sus pasajeros: “Es una muy competente compañía chilena, miembro de Oneworld, que muchos han calificado como la línea aérea más confiable de Latinoamérica". Respecto a las clases Premium describe que “pueden ser realmente un placer gracias a una atención personalizada, buena comida y con un espacio razonable”.
En abril de 2006, la prestigiosa revista europea especializada Euromoney seleccionó a LAN como la compañía mejor administrada de Latinoamérica, en la categoría transporte, de acuerdo al reciente estudio elaborado por esta publicación que consideró la opinión de aproximadamente 500 analistas especializados en la región. En mayo de ese mismo año, LAN fue elegida por sexto año consecutivo como la mejor aerolínea del Centro, Sudamérica y el Caribe, recibiendo el galardón de OAG, Official Airline Guide, la guía líder a nivel mundial en información de itinerarios aéreos. LAN también figuró entre las ocho compañías que resultaron finalistas para el premio Aerolínea del Año 2006, junto a importantes líneas aéreas internacionales tales como British Airways, Cathay Pacific, Continental Airlines, Emirates, Qantas, CSA Czech Airlines y South African Airways.
Por un nuevo año consecutivo, LAN Airlines fue seleccionada como la mejor aerolínea de la región, de acuerdo a la lista de clasificación “Lo Mejor de América Latina 2008”, elaborado por la prestigiosa revista estadounidense especializada de negocios Latin Trade. En el estudio las aerolíneas de la alianza LAN obtuvieron el mejor puntaje promedio de un total de doce compañías seleccionadas. Dentro de la lista de clasificación de las aerolíneas, luego de LAN Airlines, le siguen Delta Air Lines, la desaparecida Mexicana de Aviación, Copa Airlines, la desaparecida Continental Airlines y TAM Linhas Aéreas, Aeroméxico, Avianca, Varig (Operada por Gol Linhas Aéreas), TACA, (Actual Avianca) y American Airlines.